# DOPE 麻薬取締部特捜課
『DOPE 麻薬取締部特捜課』（ドープ まやくとりしまりぶとくそうか）は、木崎ちあきによる小説。2022年8月24日にKADOKAWAから単行本が刊行され、2025年5月23日に角川文庫から文庫本が刊行された。
2025年7月から、TBS系にてテレビドラマが放送中。マキマヨによるコミカライズが同年7月15日発売の『月刊コミックジーン』（KADOKAWA）8月号より連載されている。

## 書誌情報
- 木崎ちあき『DOPE 麻薬取締部特捜課』
  - 単行本：2022年8月24日発売[書誌 1]、KADOKAWA、ISBN 978-4-04-736876-7
  - 文庫本：2025年5月23日発売[書誌 2]、角川文庫、ISBN 978-4-04-116248-4

## テレビドラマ
2025年7月4日からTBS系「金曜ドラマ」枠で放送中。主演は髙橋海人と中村倫也。

### あらすじ（テレビドラマ）
近未来の日本では高い致死率にもかかわらず手を出す者が後を絶たない謎の新型ドラッグ「DOPE（ドープ）」が蔓延していた。ドープによって特殊な力を極めてまれに覚醒させた服用者「ドーパー」による凶悪犯罪が急増する。
厚生労働省 麻薬取締部は事態を重く見て特殊な力を生まれながら持つ異能力者をスカウトし、ドープを取り締まる特殊捜査課、通称「特捜課」を設置する。
新人麻薬取締官の才木優人は麻薬密売の取り締まりで勝手な行動を取ったことから解雇され、特捜課にスカウトされる。優人はドーパーによる立てこもり事件で特捜課のメンバーである陣内鉄平と出会い、バディを組む。

### キャスト

#### 主要人物
才木優人（さいき ゆうと）〈24〉
演 - 髙橋海人（幼少期：高木波瑠）
麻薬取締部捜査第二課の捜査官だったが、麻薬の密売人を検挙した際に勝手な行動を取ったことで解雇され、麻薬取締部特殊捜査課に配属になる。鳥飼商事では営業部所属。異能力は「未来予知」で、後に「サイコメトリー」にも覚醒する。

陣内鉄平（じんない てっぺい）〈36〉
演 - 中村倫也
才木の教育係。東京大学法学部卒。異能力は「超視力」。12年前のスタジアムテロ事件ではSATとして幼少期の優人を警護していた。
7年前、妻の香織を臼井裕樹に殺害されたとされているが、現場にはドープが落ちており、彼にもドープ使用歴がなく、収監後すぐに自殺したとされているため、真犯人を捜している。
椿からドープの使用を疑われていたが、実際には香織の死後に向精神薬を服薬していただけであった。

#### 麻薬取締部特殊捜査課
通称「特捜課」。厚生労働省 麻薬取締部によってスカウトされた特殊な力を生まれながら持つ異能力者たち。ドープの取り締まり、ドーパーの逮捕、依存者の治療・更生・社会復帰の支援が主な使命。
表面上は医薬品や健康食品の販売、新薬の研究開発・支援をしている会社「鳥飼商事」に勤務していることとなっている。
綿貫光（わたぬき ひかる）〈29〉
演 - 新木優子
麻薬取締官。元SAT隊員。異能力は「腕力」。

葛城康介（かつらぎ こうすけ）〈50〉
演 - 三浦誠己
課長。異能力は「聴力」。

柴原拓海（しばはら たくみ）〈27〉
演 - 豊田裕大
特捜課のムードメーカー。葛城たちからは「シバ」と呼ばれている。異能力は「嗅覚」。

山田ニコラス（やまだ ニコラス）〈35〉
演 - フェルナンデス直行
潜入捜査官。スペイン語を喋る。異能力は「触覚」。

棗依央利（なつめ いおり）〈32〉
演 - 熊井啓太
情報分析官。異能力は「記憶力」。

#### 警視庁捜査一課
戸倉俊仁（とくら しゅんじ）〈36〉
演 - 小池徹平
陣内の親友。巡査部長。香織とも警視庁記者クラブで繋がりがあった。

椿誠司（つばき せいじ）〈43〉
演 - 忍成修吾
管理官。特捜課メンバーを邪魔者扱い、特捜課の存在を快くは思っていない。鉄平にドープの使用疑惑があるとして、優人に彼の動向を探らせていた。
だが、本郷に拳銃で脅されたことで、飛び降り自殺に見せかけた遺体の状態で発見された。

#### 新宿中央署
本郷壮一（ほんごう そういち）〈36〉
演 - 佐野和真
強行犯係の係長。SATに所属経験がある。
その後、ニコラスの捜査で窪などにドープを卸していたことが発覚し、ドープの倉庫で追いつめられるとドープを過剰摂取してドーパーとして覚醒する。特捜課たちを特殊な力で追いつめるが、光が伝授した化勁を駆使した優人によって確保される。その後、鉄平によって連れ去られて拘束され、彼の拷問を受けて香織を殺したのが戸倉であると明かす。

#### 才木家
才木結衣（さいき ゆい）〈17〉
演 - 蒼戸虹子（幼少期：伊藤かれん）
優人の妹。高校生。原因不明の難病を5歳に発症して以来、検査のために定期的に通院しながら高校に通っている。
異能力は「時間停止」。ボールを追って車に撥ねられそうになった子供を見て発動し、能力に気付く。

才木美和子（さいき みわこ）〈52〉
演 - 真飛聖
優人の母。夫の死後、女手一つで子ども2人を育てていた。今はドープ依存者となり、ドープ依存者更生施設「RCDA」に入り、ドープ依存の治療を続けている。異能力は先天性の「ヒーリング」。異能力を意図せず使うのを防ぐためにいつも右手に手袋をしているが、現在は異能力を失っている。

#### 犯罪シンジケート・白鴉
読みは「ハクア」。
ジウとルカ以外にもメンバーがいたが、2人によって残りの全員が粛清された。
ジウ
演 - 井浦新
白鴉のリーダーである謎の男。鉄平とはデリバリーの配達員などさまざまな姿でたびたび接触・協力しており、香織の事件の情報を集めている。

泉ルカ（いずみ ルカ）〈24〉
演 - 久間田琳加
元特捜課のメンバーで、光の直属の後輩であった。手を触れると何かを読み取る異能力を持つ模様。

#### その他
陣内香織（じんない かおり）
演 - 入山法子
鉄平の妻でフリージャーナリスト。東城新聞社会部の元記者で、警視庁記者クラブなどを担当していた。7年前、妊娠中であったものの、自宅で臼井に刺殺された。
1年前、新宿中央署が中南米系麻薬カルテル「ロス・ティグレス」から押収した麻薬密売の資金5億円が証拠保管庫の金庫から強奪された「五億円盗難事件」を追っていた。だが、上層部に記事をもみ消されそうになったことで新聞社を退職し、フリージャーナリストに転身した。

山口始（やまぐち はじめ）〈42〉
演 - 伊藤淳史（第1話・第6話）
特捜課の創設者で、厚生労働省審議官を務める。
「柳葉NCBエネルギーホールディングス」に立てこもった辻川の説得を試みるが、彼の襲撃に遭い、優人を庇ったことで殺害される。

#### ゲスト

##### 第1話
葛城莉子（かつらぎ りこ）
演 - 平澤宏々路（第2話・第4話）
康介の娘。康介が異能力者や麻薬取締官であることは知らなかったが、身柄を地検に送検される中で彼から伝えられた。
宮崎たちに異能力を悪用されて自殺した玲奈の敵を取るため、宮崎の所持していたドープを手に入れて薬物使用を告発しようとするも、薬物所持の疑いで身柄を地検に送検されることとなる。

葛城里美
演 - 坂倉なつこ（第2話・第4話）
康介の妻。康介が異能力者であることを知っている。

小野亜香里
演 - 花柳のぞみ（第2話・第4話・第6話）
柴原の恋人。彼が異能力者であることは知らない。

鴨崎国雄（かもさき くにお）
演 - 小野了
「地球にやさしい環境ひろば vol.1」のステージで挨拶をする環境大臣。白鴉からの警告による鉄平の狙撃によって、スラックスのベルトが取れて観客の前でパンツ姿をさらす。
その後、収監されている白鴉メンバーの解放をマスコミに変装したジウとルカから要求されるが、それを断る。

辻川克之（つじかわ かつゆき）〈46〉
演 - 平原テツ（第6話）
「柳葉NCBエネルギーホールディングス」に立てこもるドーパー。柳葉ホールディングス営業局第2営業課の社員だったが、半年前に台湾のNCBエネルギーを吸収合併したことで西田とともに解雇されている。特殊な力は「掌で炎を発生させ、自在に操る」。
山口を殺し、優人をも襲おうとするが、鉄平の妨害に遭い、射殺される。

水野
演 - 半田周平（第2話・第3話）
ドープ依存者更生施設「RCDA」の美和子の担当医。

藤本
演 - 吉岡睦雄
高架下で無差別傷害事件を起こすドーパー。特殊な力は「電気を自在に操る」。

塚本
演 - 戸田昌宏
麻薬取締部捜査第二課の優人の上司。

西田雅志（にしだ まさし）〈32〉
演 - 船崎良
辻川と共に「柳葉NCBエネルギーホールディングス」に向かうが、ジウから貰ったドープを摂取して急性中毒死する。

司会
演 - ヤハラリカ
「地球にやさしい環境ひろば vol.1」のステージの司会者。

捜査官
演 - 増永樹

男
演 - 石井靖見
麻薬取締部捜査第二課のガサ入れに遭い、傷害の現行犯で逮捕される密売人。

受付
演 - 竹崎綾華
「柳葉NCBエネルギーホールディングス」受付。

警備員
演 - 山本啓之
「柳葉NCBエネルギーホールディングス」警備員。

ぶつかりおじさん
演 - 小川智弘
小柄な女性を狙ってわざとぶつかる、ぶつかりおじさん。光にぶつかろうとして、逆に突き飛ばされる。

男
演 - 市川刺身（そいつどいつ）
12年前、才木家が巻き込まれたスタジアムテロ事件の現場にいた男。

SP
演 - 宮下忠人
鴨崎のSP。

ストリートパフォーマー
演 - クラウンしほちゃん、ポール、Mrアパッチ、川原彰、しゅうちょう
「地球にやさしい環境ひろば vol.1」で大道芸を披露するパフォーマー。

##### 第2話
綿貫絹代
演 - 銀粉蝶（第4話・第5話）
光の祖母。自宅で光の介護を受けている。光同様、異能力「腕力」がある模様。

吉岡隆太（よしおか りゅうた）〈22〉
演 - 橋渡竜馬（第6話）
医大を目指している星山予備校新宿校在籍中の浪人生。駅前でナイフを持ってうろつき、止めようとする警ら中の警察官の拳銃を奪い1人を射殺、逃げ込んだ商業施設に居合わせた店員と客 8名を人質にして立てこもる。特殊な力は「高速移動」。
特捜課たちを高速移動で翻弄し、嗅覚の異能力を持つ柴原も嗅覚を鈍らせることで窮地に陥らせるが、合流してきた鉄平によって確保される。

宋國良
演 - 島津健太郎
中華系マフィアをまとめて勢力を広げている広域指定犯罪組織「郊狼（ジャオラン）」構成員。違法薬物の密輸・売買をしている。
雀荘の龍龍にいたところを優人と鉄平の聞き込みに遭い、鉄平を射殺しようとしたため、銃刀法違反の現行犯で逮捕される。

警察官
演 - 岡本正仁、牛久拓弥
警ら中にナイフを持った吉岡を発見し、止めようとする制服警官。

##### 第3話
高野吉弘（たかの よしひろ）
演 - 久保田悠来
栃木県にある農業法人「タカノフィード」の社長。人手不足で技能実習生を多く受け入れている。特殊な力は「テレパシー」。
その裏では麻薬の密輸に関わっており、特捜課に突入されるが、テレパシーで優人を操り、鉄平と戦わせる。

ジャヒド・ブヤン〈37〉
演 - 植野行雄（デニス、第6話）
ニコラスが囮捜査で接触するドープの密売人。昨年、技能実習生として来日し、「タカノフィード」で働いていたバングラデシュ人。捜査の過程でジャヒドは偽名で、本当は中南米を拠点にする麻薬カルテル「ロス・ティグレス」のメンバーで、国際指名手配されているコロンビア国籍のルイス・ロドリゲスとわかる。特殊な力は「電流を自在に操作するエレクトロキネシス」。
ニコラスの囮捜査で逮捕されそうになるが、隙を見てドープを服用してドーパーとなり、特捜課を襲うも返り討ちに遭い、逮捕される。だが、留置所で急性心筋梗塞となって死亡する。

従業員
演 - Sandeep Chuha、タパ
「タカノフィード」従業員。寮でジャヒドと同室だった。

従業員
演 - 望月ムサシ
「タカノフィード」従業員。トラックで鉄平らを轢こうとする。

職員
演 - 志田美由紀
警視庁資料保管室 職員。

スタッフ
演 - 山下徳久
「RCDA」のスタッフ。

看護師
演 - 羽村純子
「RCDA」の看護師。

店員
演 - 青山一澄
違法カジノ店店員。

男
演 - 秋本海也
闇カジノで本郷に現金を渡し警察のガサ入れ情報を聞く男。

##### 第4話
木下潤（きのした じゅん）
演 - 田中偉登
麗成大学薬学部4年生。宮崎と莉子は繋がりがある、と才木たちに話す。
異能力は「変身」で、ドーパーとは異なり、力を制御できる。自身より年下や小柄な女性にも変身でき、服も変わる。投げ飛ばされるなどダメージを受けると元に戻ってしまう。
玲奈が自殺したことで、莉子や宮崎たちに復讐するため、莉子になりすまして粗悪な覚醒剤を作り、宮崎と薬物の取引をして彼らを殺していた。身柄を送検される中で鉄平に宮崎が見慣れない白髪の男（ジウ）と一緒にいたことを話す。

木下玲奈（きのした れな）
演 - 平野瑠莉
潤の妹。異能力者。両親の離婚後、母親に引き取られたが母はすぐいなくなり、兄と2人で生きてきた。奨学金で麗成大学に入学、テニスサークルに入り莉子と仲良くしていた。
異能力は「ヒーリング」で、莉子に使う瞬間を見られた宮崎らに金儲けの道具され悩んだ末に風呂場でリストカットして自殺している。異能力を隠すためと、知らずに発揮してしまわないように手袋をしている。

宮崎陽太（みやざき ようた）、藤田柊（ふじた しゅう）
演 - 植村颯太、山口彰太
麗成大学法学部3年生。莉子のテニスサークルの仲間。渋谷のカラオケ店で粗悪な覚醒剤を使用したことで薬物中毒死する。宮崎はドープも所持しており、莉子が宮崎たちの薬物使用を告発しようとそれを手に入れていた。

八島大翔（やしま ひろと）
演 - 赤峰優
麗成大学経済学部2年生。莉子のテニスサークルの仲間。渋谷のカラオケ店で粗悪な覚醒剤を使用したことで薬物中毒死する。

大学生
演 - 設楽もね、鈴川琴音
麗成大学の女子学生。宮崎らの噂を鉄平たちに話す。

医師
演 - 若林秀敏
結衣の担当医。検査結果が思わしくないことを告げる。

間宮
演 - 坂本直季
麗成大学の莉子が所属する間宮研究室の教授。

女性
演 - 小玉百夏
潤が潜伏先のインターネットカフェで変身した姿。

戸倉奏（とくら かなで）〈10〉
演 - 池村碧彩（第7話、幼少期：山下夏歌）
俊仁の小学4年生の娘。

戸倉俊仁の妻
演 - 小河原みゆき（第7話）

アナウンサー
演 - 南後杏子（TBSアナウンサー）

綿貫銈五郎（わたぬき けいごろう）
声 - 西島秀俊
光の父。現在は単身赴任している。

##### 第5話
田所輝明
演 - 清水伸（第6話 - ）
異能力の研究をしている公益財団法人「バイオエイル遺伝子研究所」の研究者。

寒江（さむえ）
演 - 松角洋平（第6話 - ）
某国の特殊機関に所属する異能力者ハンター。

藤川
演 - 小倉史也（第6話 - ）
某国の特殊機関に所属する異能力者ハンター。寒江の相棒。

嘉賀省吾（かが しょうご）
演 - 三元雅芸（第6話）
ニコラスを殺しに病室に現れる「関東仁龍会」に雇われた殺し屋。駆けつけた鉄平に香織を殺したのは自分だ、と告白する。だが、実際には臼井裕樹を刑務所内で殺しただけで、香織やドープとは無関係であり、ニコラスを爆弾で殺害しようとしており、鉄平に嘘をついて揺さぶるが、後からやってきたジウに射殺される。

今西
演 - 大西武志
美和子が働くことになった「マリースーパー」の店長。美和子が「RCDA」にいたことを承知で彼女を雇った。

尾崎尚輝
演 - 内田竜成
ニコラスが潜入しているクラブ「JAY HALL」に現れる関西弁の男。ドープの売人。
優人にドープを売りさばこうとするが、彼が警察であるとわかると部下とともに袋叩きにする。だが、駆けつけた鉄平や光、柴原によって返り討ちに遭う。

尾崎の仲間
演 - 後藤健、大和田将樹

翔太の母、翔太（しょうた）
演 - 安川摩吏紗、吉里紀汰（第6話）
ボールを追いかけて道路に飛び出しトラックに撥ねられそうになったところを、結衣の異能力で助けられる男の子とその母。

##### 第6話
窪靖彦（くぼ やすひこ）
演 - 阿部亮平（第7話）
嘉賀を雇った暴力団「関東仁龍会」の若頭。7年前に嘉賀を鉄平の自宅へ向かわせた。元々は二次団体の組長で仁龍会系列の中では武闘派で通っており、10年前の抗争で名を挙げて本家の幹部に抜擢された。
開店前に店を訪れた鉄平に滅多打ちにされ、香織を殺したのは誰かと問い詰められる。その後、鉄平とジウに拘束され、ドープをどこから仕入れたのかと拷問される。

黒服
演 - 清水林太郎
鉄平が訪ねるクラブ「Orient」の黒服。開店前に訪ねてきた鉄平に滅多打ちに遭う。

##### 第7話
千葉
演 - 奥貫薫
クレープのキッチンカーの店員。実は某国の特殊機関に所属する寒江と藤川の上司。異能力者を始末するよう彼らに指示する。

### スタッフ
- 原作 - 木崎ちあき『DOPE 麻薬取締部特捜課』シリーズ（角川文庫 / KADOKAWA刊）[1]
- 脚本 - 田中眞一[1]
- タイトルバックナレーション - 中村悠一[53]
- 音楽 - 内澤崇仁[3]
- 主題歌 - Uru「Never ends」（ソニー・ミュージックレーベルズ）[54]
- 挿入歌 - King & Prince「I Know」（UNIVERSAL MUSIC）[55]
- 麻薬取締監修 - 廣畑徹[56]
- 警察監修 - 古谷謙一[56]
- 法科学監修 - 山﨑昭、永山大希[56]
- 精神医療取材協力 - 岡崎美音[56]
- 医療監修 - 中澤暁雄[56]
- リカバリーカルチャー監修 - 塚本堅一、一般社団法人ARTS[56]
- 演出 - 鈴木浩介、古林淳太郎、杉原輝昭[56]
- プロデュース - 長谷川晴彦、佐藤敦司[1]
- 編成 - 杉田彩佳、松本友香[1]
- 製作 - TBSスパークル、TBS[1]

### 放送日程
| 話数                                                   | 放送日  | サブタイトル                          | 演出       | 視聴率 |
| ------------------------------------------------------ | ------- | ------------------------------------- | ---------- | ------ |
| CASE 1                                                 | 7月04日 | 正反対バディが誕生 不可解な事件に挑む | 鈴木浩介   | 6.0%   |
| CASE 2                                                 | 7月11日 | 明かされる秘密…彼らが守りたいものは   | 鈴木浩介   | 4.6%   |
| CASE 3                                                 | 7月18日 | 更生施設で密売!? バディがドープを…    | 古林淳太郎 | 4.1%   |
| CASE 4                                                 | 7月25日 | 復讐を止められるか 異能力者が負う過去 | 古林淳太郎 | 4.7%   |
| CASE 5                                                 | 8月01日 | 事件の“闇”に迫る 異能力の新たな危機   | 鈴木浩介   | 4.5%   |
| CASE 6                                                 | 8月08日 | 妻殺害の犯人判明! バディの復讐の行方  | 古林淳太郎 | 4.2%   |
| CASE 7                                                 | 8月15日 | バディの復讐の結末 真の黒幕が明らかに | 鈴木浩介   | 4.2%   |
| 平均視聴率 %（視聴率は関東地区・ビデオリサーチ社調べ） |         |                                       |            |        |

| TBS系 金曜ドラマ                                    | TBS系 金曜ドラマ                          | TBS系 金曜ドラマ                         |
| 前番組                                              | 番組名                                    | 次番組                                   |
| --------------------------------------------------- | ----------------------------------------- | ---------------------------------------- |
| イグナイト -法の無法者- （2025年4月18日 - 6月27日） | DOPE 麻薬取締部特捜課 （2025年7月4日 - ） | フェイクマミー （2025年10月 - 〈予定〉） |

### 書誌出典
1. ↑  “DOPE 麻薬取締部特捜課”. KADOKAWA. 2025年4月30日閲覧。
2. ↑  文庫版“DOPE 麻薬取締部特捜課”. KADOKAWA. 2025年4月30日閲覧。